# Богуцький Олександр Андрійович
Олекса́ндр Андрі́йович Богу́цький (* 2 грудня 1971, Львів) — український продюсер і телевізійний менеджер.

## Життєпис
Закінчив аспірантуру геологічного факультету Львівського державного університету ім. І.Франка та факультет міжнародного бізнесу і права (2003—2005) того ж таки університету.
З 1990 року працював продюсером, зокрема групи «Плач Єремії».
З 1991 року працював редактором на першій незалежній український радіостанції «Радіо „Незалежність“» (Львів).
Співпрацював із львівськими виданнями «Ратуша» та «Post-Поступ».
У 1994 році був співзасновником з найуспішніших медіа-проектів у Західній Україні — газети «Експрес».
З 1994 року працював прес-аташе та директором по зв'язках з громадськістю в ЗАТ «Таврійські ігри».
Працював над телевізійними проектами на телекомпаніях «Міст» (Львів), «Золоті ворота» (Київ) на телеканалі УТ-1.
У 1999 році працював ведучим щоденної інформаційно-аналітичної програми «Актуальна камера» на телеканалі СТБ.
З серпня 2000 року — генеральний директор (згодом директор-президент) загальнонаціонального телеканалу ICTV.
У вересні 2004 року став неформальним керівником так званого «холдингу Пінчука» («Новий канал», ICTV, СТБ). Після утворення у 2009 році медіагрупи StarLightMedia (телеканали ICTV, Новий канал, М1, М2, QTV, а також низка медіакомпаній: StarLight Sales, StarLight Brand Content, StarLight Commercial Production, StarLight Films, Vavёrka Production, StarLight Rental, StarLight Scenery, StarLight Digital, «Нові Медіа Проекти») став її президентом. У 2012-му році на цій посаді його змінив Володимир Бородянський.
Одружений з Оленою Кондратюк. Виховує доньку.

## Нагороди
- Орден князя Ярослава Мудрого V ст. (23 серпня 2022) — за значні заслуги у зміцненні української державності, мужність і самовідданість, виявлені у захисті суверенітету та територіальної цілісності України, вагомий особистий внесок у розвиток різних сфер суспільного життя, відстоювання національних інтересів нашої держави, сумлінне виконання професійного обов'язку[5]